# Brian Wheat
Brian Wheat (Sacramento, Kalifornija, 5. studenog 1963.), američki je glazbenik, najpoznatiji kao basist sastava Tesla

## Biografija
Brian Wheat rođen je 5. studenog 1963. godine u mjestu Sacramento, Kalifornija, i najmlađi je od šestero djece. Wheat je u mladosti obožavao Beatlese i krao njihove ploče od starije braće. Počeo je svirati bas s 14 godina. Najveći utjecaj na njega su imali Paul McCartney kao i Jimmy Page, ali što se tiče politike, najveći uzor mu je bio general George S. Patton. Wheat obožava baseball i igrao ga je u srednjoj školi. Ali nakon što su mu treneri rekli da ne bi uspio u profesionalnoj ligi, Wheat je krenuo svirati bas, ali i dalje igra baseball u amaterskoj ligi. Voli biciklizam i kajakaštvo. Obožava producirati glazbu i posleduje najmoderniji studio gdje Tesla snima pjesme. Obožava putovati po Europi sa ženom Monique. Zajedno žive u 120 godina staroj Viktorijanskoj kući. Kaže kako mu sportsko iskustvo i izjave generala Georgea S. Pattona pomažu u vođenju sastava.

## Vanjske poveznice
- Službene stranice sastava Tesla
- Stranice Briana Wheata na Myspacu